# Дистаннид циркония
Дистаннид циркония — бинарное интерметаллическое неорганическое соединение
циркония и олова
с формулой ZrSn2,
кристаллы.

## Получение
- Сплавление стехиометрических количеств чистых веществ:

{\displaystyle {\mathsf {Zr+2Sn\ {\xrightarrow {1142^{o}C}}\ ZrSn_{2}}}}

## Физические свойства
Дистаннид циркония образует кристаллы 
ромбической сингонии,
пространственная группа F ddd,
параметры ячейки a = 0,9573 нм, b = 0,5644 нм, c = 0,9927 нм, Z = 8,
структура типа дисилицида титана TiSi2
.
Соединение образуется по перитектической реакции при температуре 1142°C 
или конгруэнтно плавится при температуре 1139°C .